# Flaminio
Flaminio är en station på Roms tunnelbanas Linea A. Stationen är belägen vid Piazzale Flaminio i norra Rom och togs i bruk den 16 februari 1980.
Stationen Flaminio har:
- Bemannade biljettluckor
- Biljettautomater
- Rulltrappor

## Kollektivtrafik
- Järnvägsstation – Piazzale Flaminio, Roma-Civitacastellana-Viterbo
- Spårvagnshållplats – Flaminio, Roms spårväg, linje 2
- Busshållplatser för ATAC och COTRAL

## Omgivningar
- Museo Hendrik Christian Andersen
- Museo dei Bambini
- Villa Borghese
- Piazza del Popolo
  - Porta del Popolo
  - Santa Maria del Popolo
  - Santa Maria in Montesanto
  - Santa Maria dei Miracoli
- Pincio
  - Casina Valadier
- Via del Corso
  - Casa di Goethe
- Via del Babuino
- Via Margutta
- Via di Ripetta